# Jardí mogol

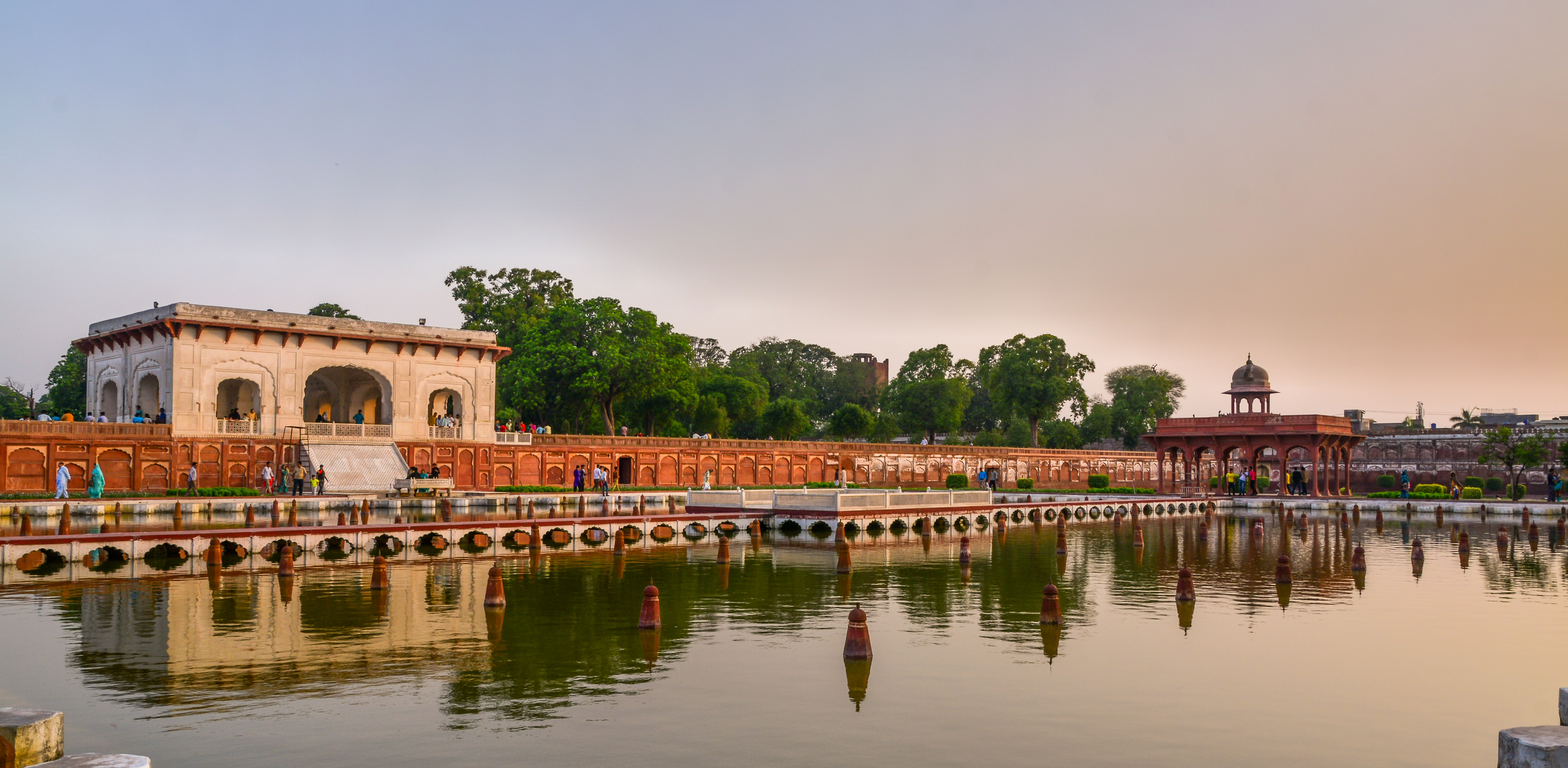
Els Jardins de Shalimar, a Lahore, Pakistan, són uns dels jardins més famosos de tota l'etapa mogol

El jardí mogol és un grup de jardins construïts per l'imperi Mogol en un estil arquitectònic d'origen persa. Aquest estil està molt influenciat pels jardins perses, particularment l'estructura Charbagh. L'ús significatiu dels dissenys rectilínies es realitza dins dels recintes emmurallats. Algunes de les formes habituals inclouen els estanys, les fonts o els canals, situats dins dels jardins.

## Emplaçaments de jardins mogols

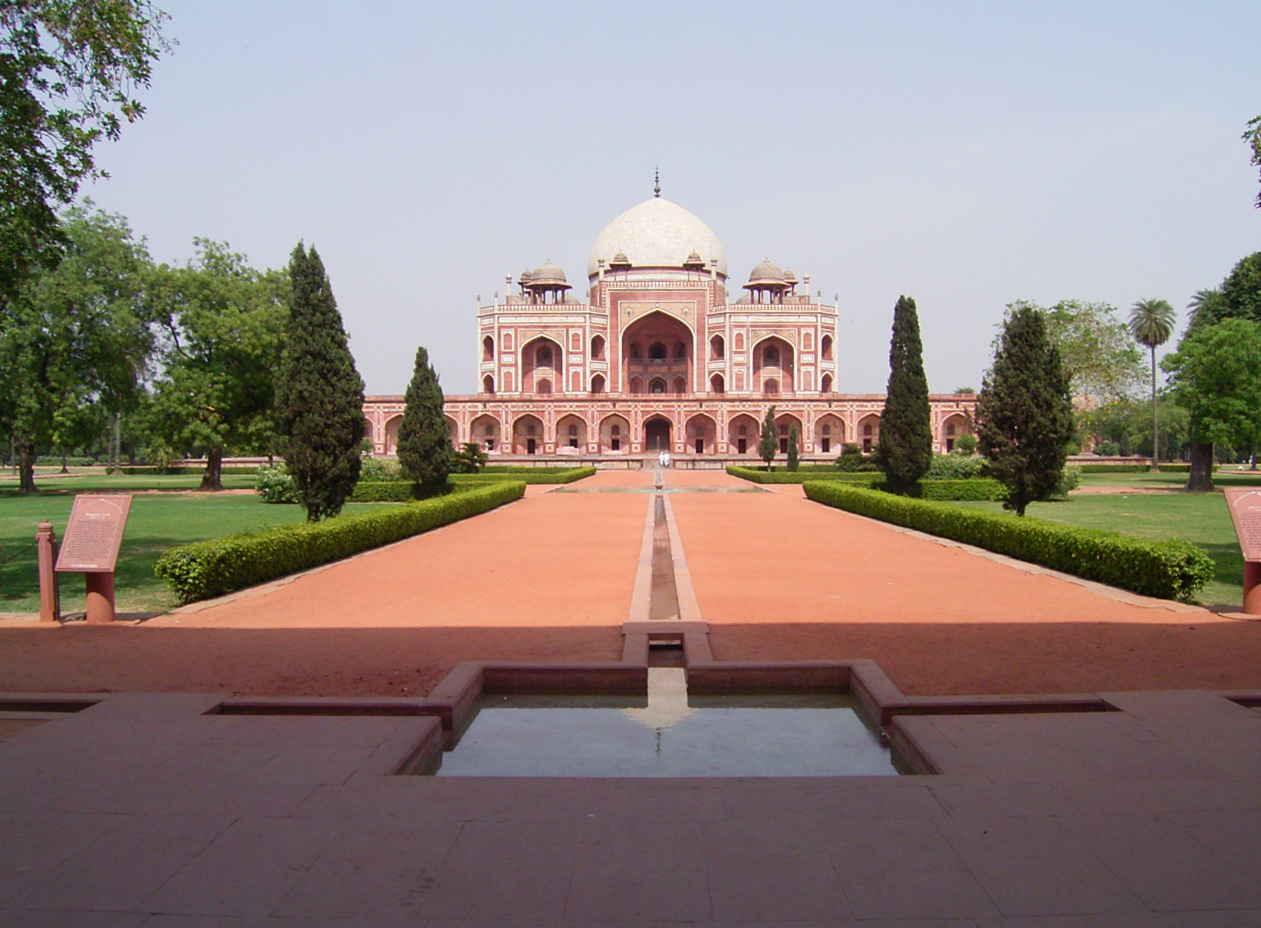
Mausoleu de Humayun, Delhi, India

### Afganistan
- Bagh-e Babur (Kabul)

### Índia
- Mausoleu de Humayun, Nizamuddin East, Delhi
- Taj Mahal, Agra
- Aarm Bagh, Agra
- Mehtab Bagh, Agra
- Mausoleu de Safdar Jang
- Shalimar Bagh (Srinagar), Jammu i Kashmir
- Nishat Gardens, Jammu i Kashmir
- Yadavindra Gardens, Pinjore
- Khusraw Bagh, Allahabad
- Roshanara Bagh
- Rashtrapati Bhavan, Nova Delhi (1911-1931)
- Vernag
- Chashma Shahi
- Pari Mahal
- Achabal Gardens
- Qudsia Bagh

### Pakistan
- Chauburji
- Fort de Lahore
- Shahdara Bagh
- Jardins de Shalimar
- Mausoleu de Jahangir, Lahore
- Hazuri Bagh
- Hiran Minar (Sheikhupura)
- Mughal Garden Wah

### Bangladesh
- Fort de Lalbagh